# Ігор Писанюк
Ігор Пісанюк (Igor Pisanjuk, народився 24 жовтня 1989, Сремська Митровиця) — канадський футболіст, який виступає на позиції нападника. В даний час є гравцем клубу Ференцварош – Ferencvárosu TC (Будапешт).
Гравець має також українське громадянство. Його батьки родом з України і Сербії.

## Клубна кар'єра
Свою кар'єру він почав в клубі Erin Mills SC в 2007 році в канадській лізі OSL Provincial West U21.
Свій перший професійний контракт Ігор підписав у грудні 2007 року з Ferencvárosi TC. У 2010 році був відданий в оренду в клуб Szolnoki. У 2011 році виїхав до Канади, де грав у команді Mississauga Eagles FC. У наступному сезоні знову потрапив до угорської прем'єр-ліги, в Kecskeméti TE. У сезоні 2012/2013 виступав в прем'єр-лізі Угорщини – за клуб Егер.

## Представницька кар'єра
У листопаді 2008 року Пісанюк отримав призначення в тренувальний табір збірної Канади U-20 у Швейцарії. Свій перший гол він забив 24 листопада 2008 року в матчі проти резерву «Янг Бойз».
У лютому 2009 року Ігор потрапив у збірну Канади U-20 на Молодіжний Чемпіонат зони КОНКАКАФ, а потім у кваліфікаційний турнір для Молодіжного Чемпіонату Світу U-20.